# Saint-Chamarand
Saint-Chamarand é uma comuna francesa na região administrativa de Occitânia, no departamento de Lot. Estende-se por uma área de 13,09 km². Em 2010 a comuna tinha 180 habitantes (densidade: 13,8 hab./km²).